# Formazione di Monte Argentu
Nella geologia italiana AGU è la sigla che individua la caratteristica Formazione di Monte Argentu, che comprende la ben nota e studiata puddinga ordoviciana del Sulcis-Iglesiente ed è formata da tre diverse zone nell'ambito della provincia di Cagliari che hanno avuto concomitanza temporale di fasi deposizionali, pur in ambienti spazialmente distanti.
La Commissione italiana di stratigrafia della Società geologica italiana ha convenuto di suddividere ulteriormente questo sintema in 3 subsintemi per le peculiarità di composizione, elencati di seguito:
- AGU1 - Membro di Punta Sa Broccia - nel comune di Fluminimaggiore, in provincia di Cagliari - subsintema stratigrafico della Sardegna
- AGU2 - Membro di Rio Is Arrus - nel comune di Fluminimaggiore, in provincia di Cagliari - subsintema stratigrafico della Sardegna
- AGU3 - Membro di Medau Murtas - nel comune di Fluminimaggiore, in provincia di Cagliari - subsintema stratigrafico della Sardegna